# Attin
Attin ist eine französische Gemeinde mit 864 Einwohnern (Stand 1. Januar 2022) im Département Pas-de-Calais in der Region Hauts-de-France (vor 2016: Nord-Pas-de-Calais). Sie gehört zum Arrondissement Montreuil und zum Kanton Berck.

## Lage
Die Gemeinde Attin liegt an der Mündung der Course in die Canche, vier Kilometer nordwestlich von Montreuil-sur-Mer und zehn Kilometer östlich der Ärmelkanalküste. Nachbargemeinden von Attin sind Recques-sur-Course im Norden, Estréelles im Nordosten, Neuville-sous-Montreuil im Südosten, La Madelaine-sous-Montreuil im Süden, La Calotterie im Südwesten, Beutin im Westen sowie Bréxent-Énocq im Nordwesten.

## Bevölkerungsentwicklung
| Jahr      | 1962 | 1968 | 1975 | 1982 | 1990 | 1999 | 2007 | 2014 | 2022 |
| Einwohner | 450  | 450  | 427  | 513  | 560  | 682  | 752  | 722  | 864  |

Quellen: Cassini (vor 1968); INSEE (seit 1968)

## Sehenswürdigkeiten

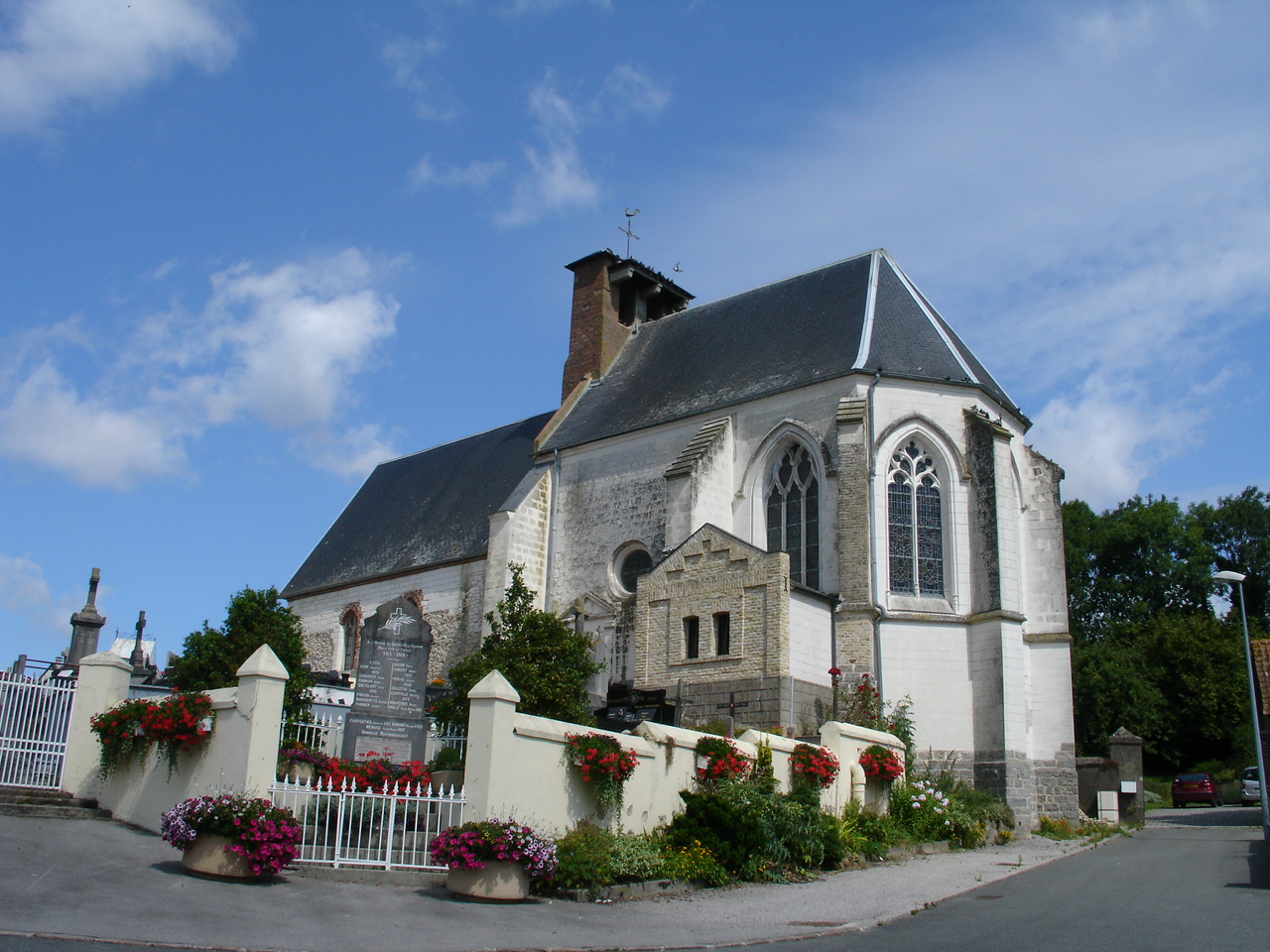
Kirche Saint-Martin
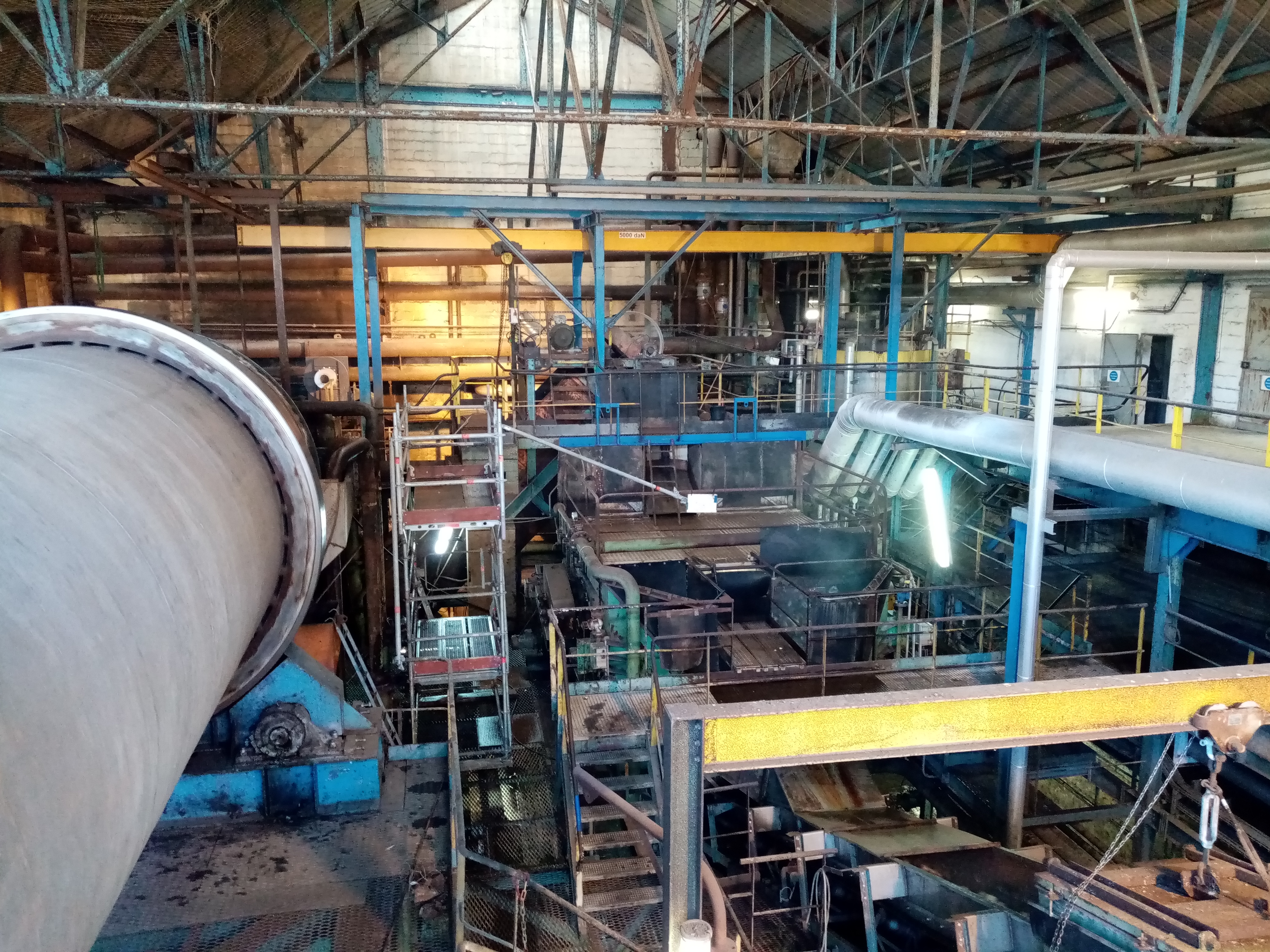
Zuckerfabrik in Attin

- Kirche Saint-Martin
- Zuckerfabrik in Attin